# Eupithecia weissi
Eupithecia weissi is een vlinder uit de familie spanners (Geometridae). De wetenschappelijke naam is voor het eerst geldig gepubliceerd in 1938 door Prout.
De soort komt voor in Europa.